# Melanopareia elegans
Melanopareia elegans là một loài chim trong họ Melanopareiidae.